# Silesien
| Systeem                                                              | Subsysteem (NW-Europa) | Etage (NW-Europa) | Serie (ICS)   | Etage (ICS) | Ouderdom (Ma) |
| -------------------------------------------------------------------- | ---------------------- | ----------------- | ------------- | ----------- | ------------- |
| Perm                                                                 | Rotliegend             | Autunien          | Cisuralien    | Asselien    | jonger        |
| Carboon                                                              | Silesien               | Stephanien        | Pennsylvanien | Gzhelien    | 298,9–303,7   |
| Carboon                                                              | Silesien               | Westfalien        | Pennsylvanien | Kasimovien  | 303,7–307,0   |
| Carboon                                                              | Silesien               | Westfalien        | Pennsylvanien | Moscovien   | 307,0–315,2   |
| Carboon                                                              | Silesien               | Westfalien        | Pennsylvanien | Bashkirien  | 315,2–323,2   |
| Carboon                                                              | Silesien               | Namurien          | Pennsylvanien | Bashkirien  | 315,2–323,2   |
| Carboon                                                              | Silesien               | Mississippien     | Serpukhovien  | 323,2–330,9 |               |
| Carboon                                                              | Dinantien              | Mississippien     | Viséen        | Viséen      | 330,9–346,7   |
| Carboon                                                              | Dinantien              | Mississippien     | Tournaisien   | Tournaisien | 346,7–358,9   |
| Devoon                                                               | Boven                  | Famennien         | Boven         | Famennien   | ouder         |
| Indeling van het Carboon gebruikt in Noord-Europa en volgens de ICS. |                        |                   |               |             |               |

Het Silesien (Vlaanderen: Silesiaan) is in de Europese stratigrafie het jongste tijdvak en de bovenste serie van het Carboon. In deze indeling volgt het Silesien op het Dinantien en na het Silesien komt het Rotliegend (Onder-Perm). Het Silesien duurde van 326,4 tot 299,0 Ma en wordt onderverdeeld in de drie etages/tijsnedes Stephanien, Westfalien en Namurien.
Naast de Europese indeling bestaat ook een internationale indeling, waarin het Silesien overeenkomt met het Pennsylvanien en het bovenste deel van het Mississippien.

## Naamgeving
Het Silesien is genoemd naar de landstreek Silezië die zich uitstrekt over Tsjechië, Polen en Duitsland.

## Definitie
De basis van het Silesien wordt niet gedefinieerd in de West-Europese indeling. De top wordt gedefinieerd door het eerste voorkomen van de conodont Streptognathodus isolatus.